# Monsaraz
Monsaraz (88,29 km²; 950 ab. ca.) è una cittadina portoghese, frazione (freguesia) del comune di Reguengos de Monsaraz, di cui fu in passato capoluogo dal 1276 al 1838. Si trova nel Distretto di Évora, nella regione dell'Alto Alentejo (Portogallo sud-orientale), al confine con la regione dell'Estremadura in Spagna.
Il centro abitato è stato candidato nel 2007 a far parte delle 7 meraviglie del Portogallo. Il centro storico, in collina è interdetto al traffico, è rimasto intatto dal XVII secolo, con bassi edifici di color bianco e cinto da mura del XIII – XVII secolo.

## Geografia fisica
Monsaraz si trova a 3 km ad ovest del corso del fiume Guadiana, che in quella zona segna il confine tra Portogallo e Spagna, e a circa 15 km ad est dal capoluogo comunale di Reguengos de Monsaraz.

## Origini del nome
Il nome "Monsaraz" viene dalla parola xarez o xerez, derivata a sua volta dall'arabo saris o sharish, termine che indica la pianta nota con il nome latino di cistus ladanifer, vegetale che abbonda nel terreno secco e ricco di ardesia che circonda la zona attorno a Monsaraz.

## Monumenti e luoghi d'interesse
- Mura cittadine

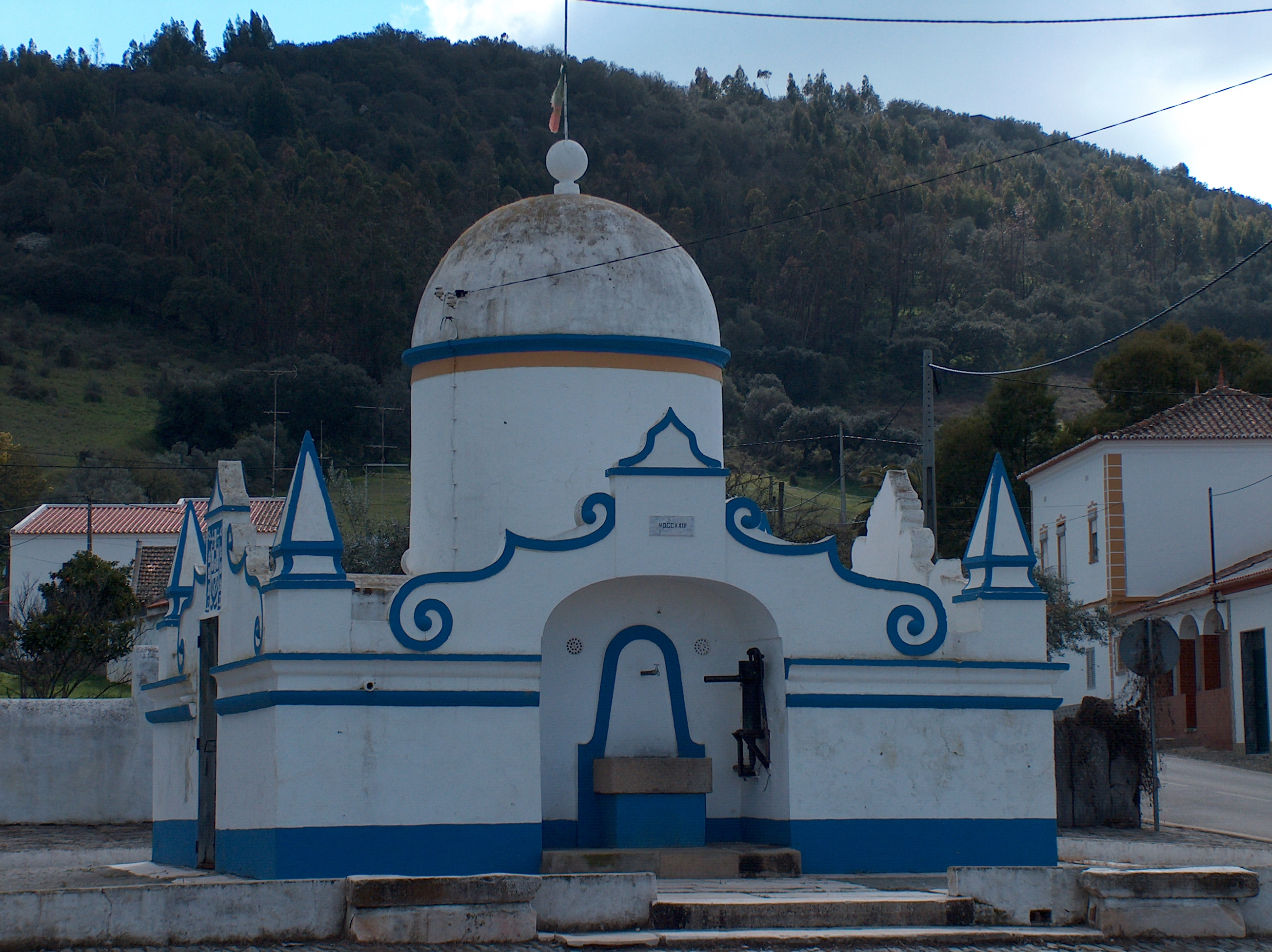
Monsaraz: fontana in località Telheiro

- Castello (XIV-XVII secolo) (con il sarcofago del XIV secolo del cavaliere Tomás Martins[1]
- Torre di Menagem
- Chiesa di Santa Caterina
- Chiesa di Santa Maria di Lagoa (XVI secolo)
- Cappella di San Bento
- Il pelourinho (gogna)
- Torre di San Gens di Xarez
- Complesso megalitico di Herdade do Xerez
- Complesso megalitico di Olival da Pêga
- Menhir di Outeiro
- Menhir di Abelhoa o Menhir di Bulhoa

## Geografia antropica

### Suddivisioni amministrative
- Monsaraz o Vila de Monsaraz
- Barrada
- Motrinos
- Outeiro
- Telheiro